# Galáxia Anã de Cetus II
A Galáxia Anã de Cetus II é uma galáxia satélite da Via Láctea e faz parte do Grupo Local, foi descoberta no ano de 2015, através dos dados obtidos pelo The Dark Energy Survey. Encontra-se na constelação de Cetus, localizada a 30 kpc da Terra. É classificada como uma provável galáxia anã esferoidal (dSph) o que significa que ela tem uma forma aproximadamente arredonda com um raio de cerca de 0,03 kpc.